# 大雄院 (京都市)
臨済宗大本山妙心寺 大雄院（だいおういん）は、京都府京都市右京区に位置する臨済宗大本山妙心寺の塔頭寺院。

## 概要
慶長8年（1603年）、尾張藩家老であった石川光忠（石河光忠）が父・石川紀伊守光元（石河紀伊守光元）の菩提を弔うために創建し、慧南玄譲を開祖に迎えた。以降、尾張石河家の香華所として歴史を紡いでいる。

## 歴史
創建当時は、豊臣政権から徳川政権への過渡期であり、激動の時代背景を持つ。光忠の母であるお亀の方は徳川家康の後妻となり、家康の子を産むなど、石河家と徳川家の深い関係性が形成された。

## 建築と文化財
大雄院の建築は、京都府指定有形文化財に指定されており、以下の建造物が特に注目される。
客殿
享保11年（1726年）再建。大雄院の主要な建築物で、現在は方丈として使用されている。
書院
享保11年（1726年）再建。客殿と共に大雄院の歴史的価値を物語る重要な建物。
庫裏
江戸時代末期に改造されて以来の形を保つ。江戸末期の建築様式を伝える貴重な存在。
表門
創建当初（慶長8年・1603年）の姿をそのまま残し、400年以上の歴史を刻む。大雄院の象徴的な建築物。
また、客殿（方丈）の襖絵は、江戸時代末から明治初期に活躍した蒔絵師・画家の柴田是真の作品であり、稚松図や滝猿図など多くの肉筆画が現存する。

### 柴田是真と障壁画
柴田是真は、日本画家としてだけでなく、漆工芸でも天才的な技を持つ人物であり、国内外で高く評価される。大雄院の客殿には、天保元年（1830年）に是真が描いた障壁画72面が残されている。これらは、京都での修業期間中に手がけた作品であり、若き日の是真（当時は「令哉」の号を使用）を知る上で重要な文化財である。

### 襖絵プロジェクト「千種の花の丸襖絵」
明治宮殿に存在した柴田是真による「花の丸大天井」は戦火で失われたが、東京藝術大学美術館に保管されている下絵をもとに、2017年に大雄院で襖絵として復活させるプロジェクトが発足した 。このプロジェクトでは、日本唯一の「宮絵師」安川如風が制作を担当し、2020年秋に43種の草花を描いた襖18面が完成した。

## 公開とアクセス
大雄院は通常非公開であり、拝観は「春秋の特別拝観」または「特別予約拝観」のみ可能である。御朱印は公開期間中の授与となり、期間限定の御朱印は予約制で対応している。
- 京都府京都市右京区花園妙心寺町52[8]
- JR嵯峨野線「花園駅」下車、徒歩10分
- 嵐電「妙心寺駅」より徒歩8分
- 市バス26系統「妙心寺北門前」より徒歩5分